# Kukur
Kukur è una frazione del comune di Gramsh in Albania (prefettura di Elbasan).
Fino alla riforma amministrativa del 2015 era comune autonomo, dopo la riforma è stato accorpato, insieme agli ex-comuni di Kodovjat, Kushovë, Lenie, Pishaj, Poroçan, Skënderbegas, Sult e Tunjë a costituire la municipalità di Gramsh.

## Località
Il comune era formato dall'insieme delle seguenti località:
- Kukur
- Grazhdan
- Gribe
- Kalaj
- Mukaj
- Rashtan
- Rmath
- Snosem
- Sojnik
- Vreshta